# Kolarstwo na Letnich Igrzyskach Olimpijskich 2020 – wyścig BMX kobiet
Wyścig kobiet podczas Letnich Igrzyskach Olimpijskich 2020 rozegrany został między 29 a 30 lipca na torze Tor BMX w Ariake.

## Format
Zawodniczki rywalizowały w ćwierćfinałach z których każdy obejmował trzy biegi, w których za każde miejsce przyznawane były punkty (za 1. miejsce 1 punkt, za 2. miejsce 2 punkty itd.). Pierwsze cztery zawodniczki z każdego ćwierćfinału awansowały do półfinału. Półfinały zostały rozegrane wg tej samej formuły co ćwierćfinały. Finał obejmował jeden bieg.

## Terminarz
Wszystkie godziny podane są w czasie tokijskim (UTC+09:00).
| Data          | Godzina |              |
| ------------- | ------- | ------------ |
| 29 lipca 2021 | 10:00   | Ćwierćfinały |
| 30 lipca 2021 | 10:45   | Półfinały    |
| 30 lipca 2021 | 12:35   | Finał        |

## Wyniki

### Ćwierćfinały

#### Ćwierćfinał 1
| Pozycja | Zawodniczka              | Bieg 1       | Bieg 2     | Bieg 3       | Suma punktów | Uwagi |
| ------- | ------------------------ | ------------ | ---------- | ------------ | ------------ | ----- |
| 1       | Mariana Pajón            | 45,659 (1)   | 45,576 (1) | 46,118 (1)   | 3            | Q     |
| 2       | Simone Christensen       | 46,299 (3)   | 45,576 (2) | 46,542 (2)   | 7            | Q     |
| 3       | Merel Smulders           | 46,106 (2)   | 48,049 (3) | 48,751 (5)   | 10           | Q     |
| 4       | Elke Vanhoof             | 46,939 (4)   | 49,360 (5) | 47,190 (3)   | 12           | Q     |
| 5       | Payton Ridenour          | 48,434 (5)   | 48,156 (4) | 47,393 (4)   | 13           |       |
| 6       | Chutikan Kitwanitsathian | 1:00,717 (6) | 59,502 (6) | 1:00,786 (6) | 18           |       |

#### Ćwierćfinał 2
| Pozycja | Zawodniczka        | Bieg 1     | Bieg 2     | Bieg 3     | Suma punktów | Uwagi |
| ------- | ------------------ | ---------- | ---------- | ---------- | ------------ | ----- |
| 1       | Laura Smulders     | 44,907 (2) | 45,381 (1) | 45,572 (1) | 4            | Q     |
| 2       | Felicia Stancil    | 44,412 (1) | 46,772 (2) | 46,277 (2) | 5            | Q     |
| 3       | Axelle Étienne     | 45,270 (3) | 47,405 (3) | 47,524 (3) | 9            | Q     |
| 4       | Drew Mechielsen    | 47,393 (4) | 48,246 (4) | 49,128 (5) | 13           | Q     |
| 5       | Natalia Suworowa   | 48,318 (5) | 49,120 (5) | 48,266 (4) | 14           |       |
| 6       | Priscilla Carnaval | 48,740 (6) | 51,336 (6) | 51,626 (6) | 18           |       |

#### Ćwierćfinał 3
| Pozycja | Zawodniczka      | Bieg 1     | Bieg 2     | Bieg 3     | Suma punktów | Uwagi |
| ------- | ---------------- | ---------- | ---------- | ---------- | ------------ | ----- |
| 1       | Beth Shriever    | 45,268 (1) | 44,660 (1) | 44,924 (3) | 5            | Q     |
| 2       | Zoe Claessens    | 45,622 (2) | 45,429 (3) | 44,711 (2) | 7            | Q     |
| 3       | Lauren Reynolds  | 46,030 (3) | 45,384 (2) | 45,454 (4) | 9            | Q     |
| 4       | Saya Sakakibara  | 58,446 (6) | 45,597 (4) | 44,690 (1) | 11           | Q     |
| 5       | Manon Valentino  | 48,549 (5) | 46,945 (5) | 47,091 (5) | 15           |       |
| 6       | Vineta Pētersone | 48,043 (4) | 47,875 (6) | 47,321 (6) | 16           |       |

#### Ćwierćfinał 4
| Pozycja | Zawodniczka       | Bieg 1       | Bieg 2     | Bieg 3     | Suma punktów | Uwagi |
| ------- | ----------------- | ------------ | ---------- | ---------- | ------------ | ----- |
| 1       | Alise Willoughby  | 46,703 (1)   | 47,741 (1) | 45,410 (1) | 3            | Q     |
| 2       | Judy Baauw        | 49,797 (2)   | 48,220 (2) | 47,503 (3) | 7            | Q     |
| 3       | Rebecca Petch     | 2:01,322 (5) | 48,508 (3) | 46,823 (2) | 10           | Q     |
| 4       | Natalja Afriemowa | 54,821 (4)   | 49,100 (4) | 47,807 (4) | 12           | Q     |
| 5       | Doménica Azuero   | 51,239 (3)   | 54,593 (5) | 49,979 (5) | 13           |       |
| 6       | Sae Hatakeyama    | DNF (6)      | DNS (8)    | DNS (8)    | 22           |       |

### Półfinały

#### Półfinał 1
| Pozycja | Zawodniczka      | Bieg 1       | Bieg 2     | Bieg 3       | Suma punktów | Uwagi |
| ------- | ---------------- | ------------ | ---------- | ------------ | ------------ | ----- |
| 1       | Felicia Stancil  | 46,731 (2)   | 45,686 (4) | 45,855 (1)   | 7            | Q     |
| 2       | Mariana Pajón    | 46,167 (1)   | 45,052 (2) | 48,666 (5)   | 8            | Q     |
| 3       | Merel Smulders   | 48,076 (6)   | 45,950 (5) | 47,212 (3)   | 14           | Q     |
| 4       | Drew Mechielsen  | 47,365 (3)   | 46,704 (7) | 47,366 (4)   | 14           | Q     |
| 5       | Saya Sakakibara  | 47,618 (5)   | 44,927 (1) | DNF (8)      | 14           |       |
| 6       | Rebecca Petch    | 47,597 (4)   | 46,095 (6) | 50,761 (6)   | 16           |       |
| 7       | Zoe Claessens    | 1:05,583 (7) | 47,149 (8) | 46,224 (2)   | 17           |       |
| 8       | Alise Willoughby | DNF (8)      | 45,201     | 1:37,566 (7) | 18           |       |

#### Półfinał 2
| Pozycja | Zawodniczka        | Bieg 1       | Bieg 2     | Bieg 3     | Suma punktów | Uwagi |
| ------- | ------------------ | ------------ | ---------- | ---------- | ------------ | ----- |
| 1       | Beth Shriever      | 45,687 (1)   | 45,155 (1) | 44,807 (1) | 3            | Q     |
| 2       | Simone Christensen | 46,659 (2)   | 45,751 (4) | 45,358 (4) | 10           | Q     |
| 3       | Axelle Étienne     | 58,865 (6)   | 45,645 (3) | 45,095 (2) | 11           | Q     |
| 4       | Lauren Reynolds    | 1:09,159 (7) | 45,497 (2) | 45,317 (3) | 12           | Q     |
| 5       | Natalja Afriemowa  | 49,337 (4)   | 46,479 (5) | 46,633 (6) | 15           |       |
| 6       | Elke Vanhoof       | 49,254 (3)   | 46,744 (6) | 47,223 (7) | 16           |       |
| 7       | Judy Baauw         | 58,806 (5)   | 47,387 (7) | 45,487 (5) | 17           |       |
| 8       | Laura Smulders     | DNF (8)      | 56,676 (8) | 49,580 (8) | 24           |       |

### Finał
| Pozycja | Zawodnik           | Czas   |
| ------- | ------------------ | ------ |
| złoto   | Beth Shriever      | 44,358 |
| srebro  | Mariana Pajón      | 44,448 |
| brąz    | Merel Smulders     | 44,721 |
| 4.      | Felicia Stancil    | 45,131 |
| 5.      | Lauren Reynolds    | 45,401 |
| 6.      | Simone Christensen | 45,582 |
| 7.      | Axelle Étienne     | 45,853 |
| 8.      | Drew Mechielsen    | 46,883 |